# Красна (Польчане)
Красна (словен. Krasna) — поселення в общині Польчане, Подравський регіон‎, Словенія.